# Footprints
Footprints est un standard de jazz composé par le saxophoniste américain Wayne Shorter, enregistré pour la première fois pour son album Adam's Apple. Cependant, la première version à être publiée est celle de Miles Davis sur son album Miles Smiles, bien que ce disque ait été enregistré plus tard.

## Analyse

### Rythme
Le morceau est basé sur un rythme afro-cubain en 
. Bien qu'il soit parfois noté en 
, le morceau n'est pas une valse. On trouve également des notations en 
.
Dans la version de Miles Davis, le batteur Tony Williams transforme le rythme initial en 
 en un rythme 
 basé sur le tresillo (après le début du solo de Davis vers 2:20),. Le contrebassiste Ron Carter transforme alors l'ostinato du morceau pour coller au nouveau rythme :

### Mélodie
La mélodie est assez simple, construite en partie sur le mode pentatonique et l'intervalle de quarte,.

### Harmonie
Le morceau, en do mineur dorien, est basé sur la structure du blues,,,,.
```
| Cm11          | %             | %    | %  |
| Fm11/C        | %             | Cm11 | %  |
| F#m7b5 F13#11 | E9#11 A7#9b13 | Cm11 | %  |
```

Les deux premiers accords (Cm11 et Fm11) sont construits avec des petits clusters incluant seconde et quarte (ou 9e et 11e).
Les mesures 9 et 10 présentent des accords très différents du blues standard,, en partie construits sur des quartes. Après huit mesures diatoniques sur une pédale de do, ce mouvement chromatique est une surprise. Il semble indiquer la tonalité de ré majeur, ce qui enrichit le langage harmonique du morceau. Le A7 se résout sur un Cm par chromatisme des notes qui composent les accords.
Ces accords peuvent être analysés comme des superpositions de triades, :
- Cm11 est un accord de BbM sur un Cm ;
- F#m7b5 est un EM sur F#mb5 ;
- F13#11 est un GM sur F7 ;
- E9#11 est un F# sur E7 ;
- A7#9b13 est un EbM ou un FM sur A7.

Il existe plusieurs versions de ces accords qui ne correspondent pas à ce qu'a écrit Shorter. Par exemple, le Real Book analyse faussement le F#m7b5 comme un D7, accord qu'on s'attend à trouver ici dans un blues.

## Versions

### Par Wayne Shorter
Wayne Shorter a enregistré plusieurs fois ce morceau, la première fois le 24 février 1966 pour son album Adam's Apple, une deuxième fois en octobre 1966 pour Miles Smiles de Miles Davis,. En 2002, le morceau figure sur Footprints Live! (en).

### Autres versions
De nombreux autres artistes ont également enregistré ce morceau :
- 1968 : Herbie Mann sur Windows Opened
- 1971 : Hampton Hawes sur Live at the Montmartre[12]
- 1979 : Dave Liebman quintet sur Pendulum
- 1979 : Lee Konitz nonet sur Yes, Yes Nonet
- 1989 : Aydın Esen sur Pictures
- 1995 : Marc Copland quintet sur Stompin' with Savoy
- 1997 : Enrico Pieranunzi trio sur Seaward
- 2000 : Rachel Z trio sur On the Milky Way Express
- 2001 : Jean-Michel Pilc & Hein Van De Geyn sur The long journey[12]
- 2007 : Harold López-Nussa sur Sobre el atelier[12]
- 2015 : Joey Alexander sur My Favorite Things
- 2019 : Nicolas Folmer sur So Miles[12]
- 2022 : Gyedu-Blay Ambolley sur Gyedu-Blay Ambolley and Hi-Life Jazz[12]